# NGC 7691
NGC 7691 este o emission-line galaxy⁠(d) situată în constelația Pegas. A fost descoperită în 16 octombrie 1784 de către William Herschel. Se află la o distanță de 57,51 de megaparseci de Pământ.